# نلسون کاررو
نلسون کاررو (اسپانیایی: Nelson Carrero‎؛ زادهٔ ۸ فوریهٔ ۱۹۵۳) بازیکن فوتبال اهل ونزوئلا بود.
از باشگاه‌هایی که در آن بازی کرده‌است می‌توان به باشگاه فوتبال کاراکاس اشاره کرد.